# Нихиру

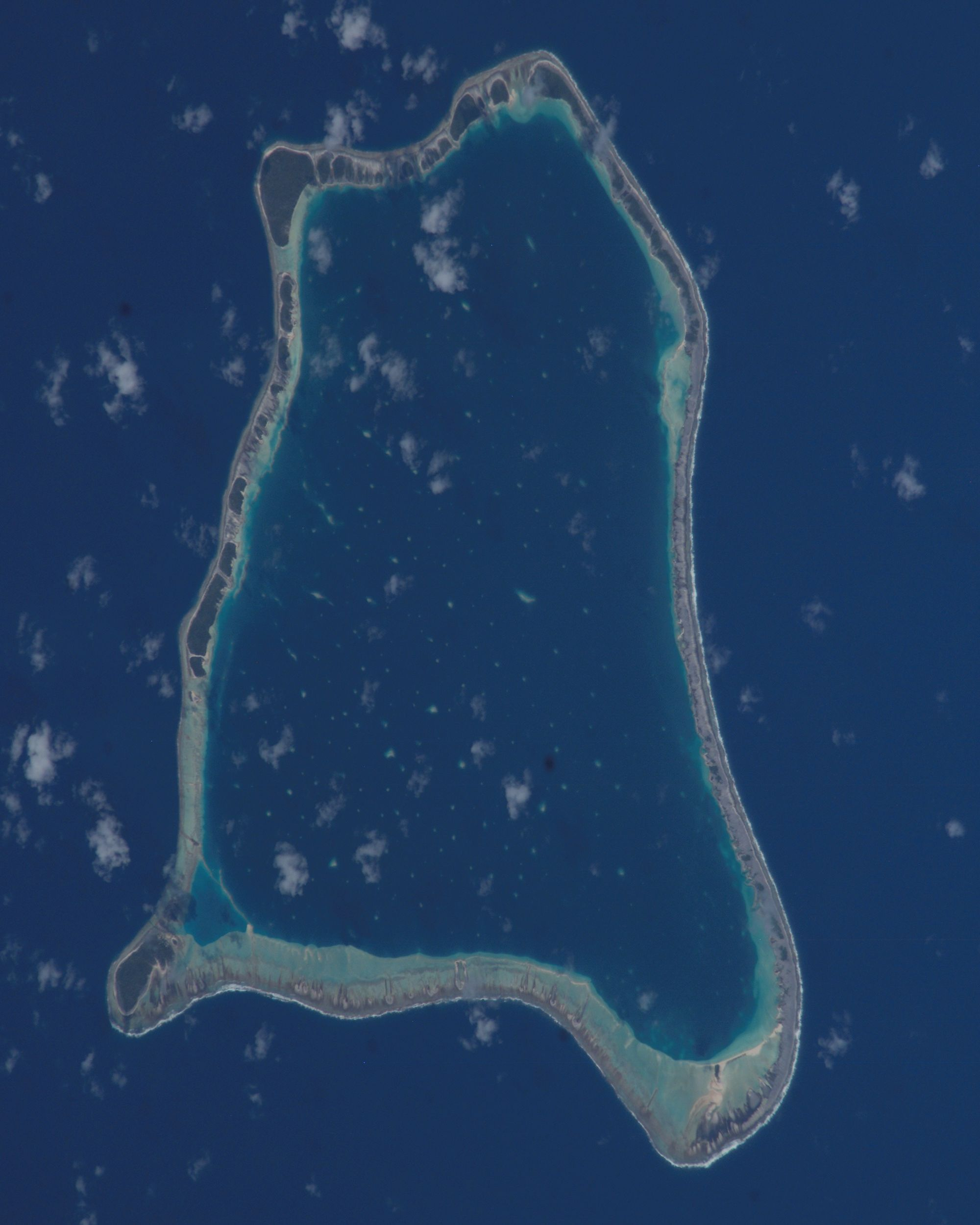
Космический снимок атолла.

Нихиру (фр. Nihiru, остров Нигира) — атолл в архипелаге Туамоту (Французская Полинезия). Расположен в 28 км к юго-востоку от атолла Таэнга и в 30 км к северо-востоку от атолла Марутео.

## География
Площадь суши Нихиру составляет около 6,7 км². В центре острова расположена лагуна, полностью изолированная от океанических вод.

## История
Атолл был открыт в 1820 году русским путешественником Фаддеем Фаддеевичем Беллинсгаузеном и назван островом Нигира.

## Административное деление
Административно входит в состав коммуны Макемо.

## Население
В 2007 году численность постоянного населения Нихиру нет. Главное поселение было — деревня Татаке.